# Architecture néo-classique
Pour les articles homonymes, voir Néo-classique.

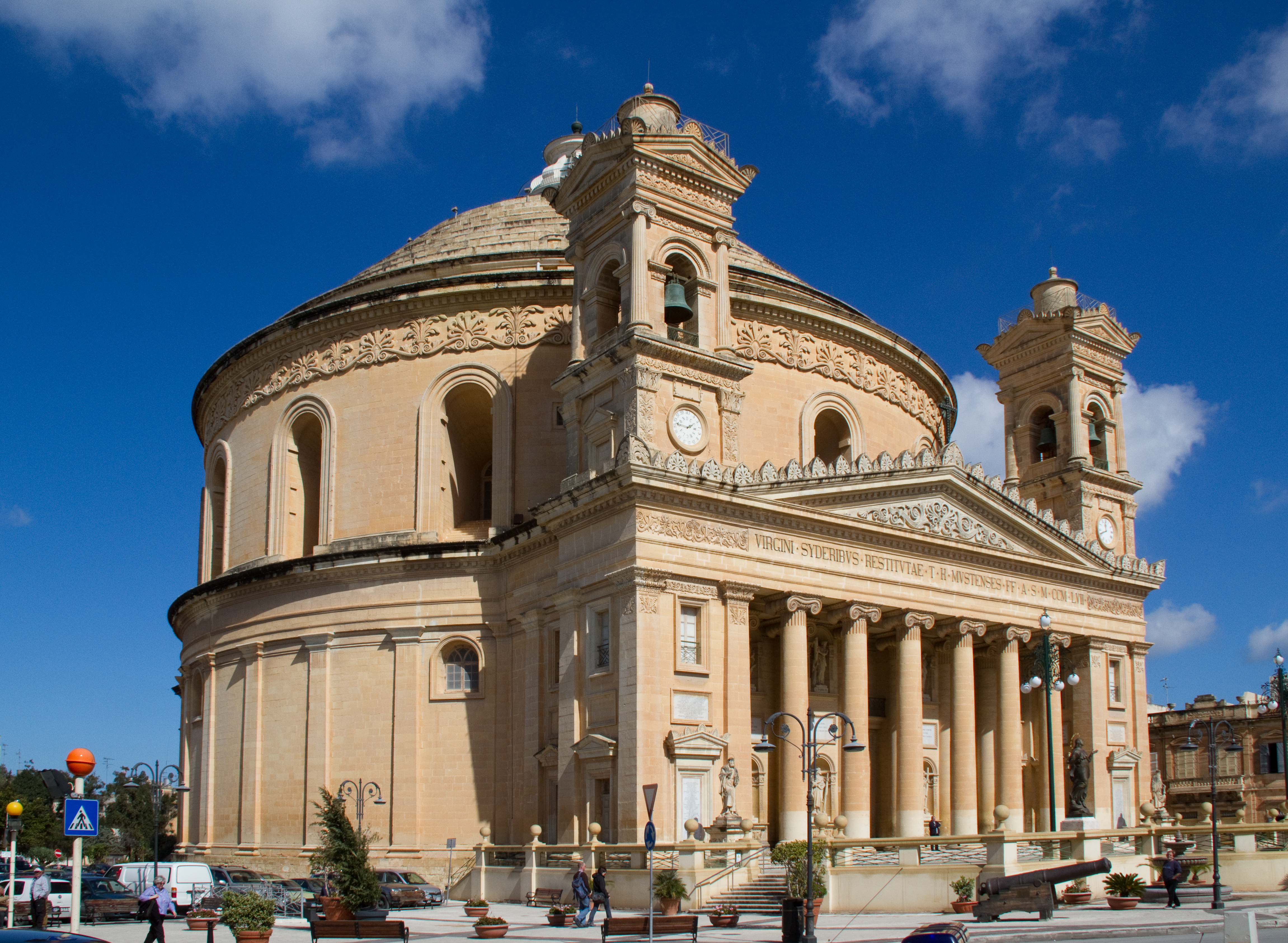
La Rotunda Santa Marija de Mosta, à Malte, est construite à partir de 1833.

L'architecture néo-classique est un courant architectural procédant du néo-classicisme de la seconde moitié du XVIIIe siècle et du début du XIXe siècle. Succédant au classicisme, à l’architecture baroque et rococo, l'architecture néo-classique utilise les éléments gréco-romains (colonnes, fronton, proportions harmonieuses, portique) et se met au service du politique. La découverte et les fouilles des sites de Pompéi et Herculanum remirent au goût du jour les formes antiques.
La vogue du romantisme remplaça l'architecture néo-classique avec des réalisations néogothiques dans le courant du XIXe siècle.
Le courant néo-classique, inspiré des temples grecs et romains de l'Antiquité a rencontré un grand succès dans tous les pays occidentaux, que ce soit en Europe (France, Italie, Royaume-Uni, Allemagne, Russie..) ou en Amérique du Nord.

## L'origine du style

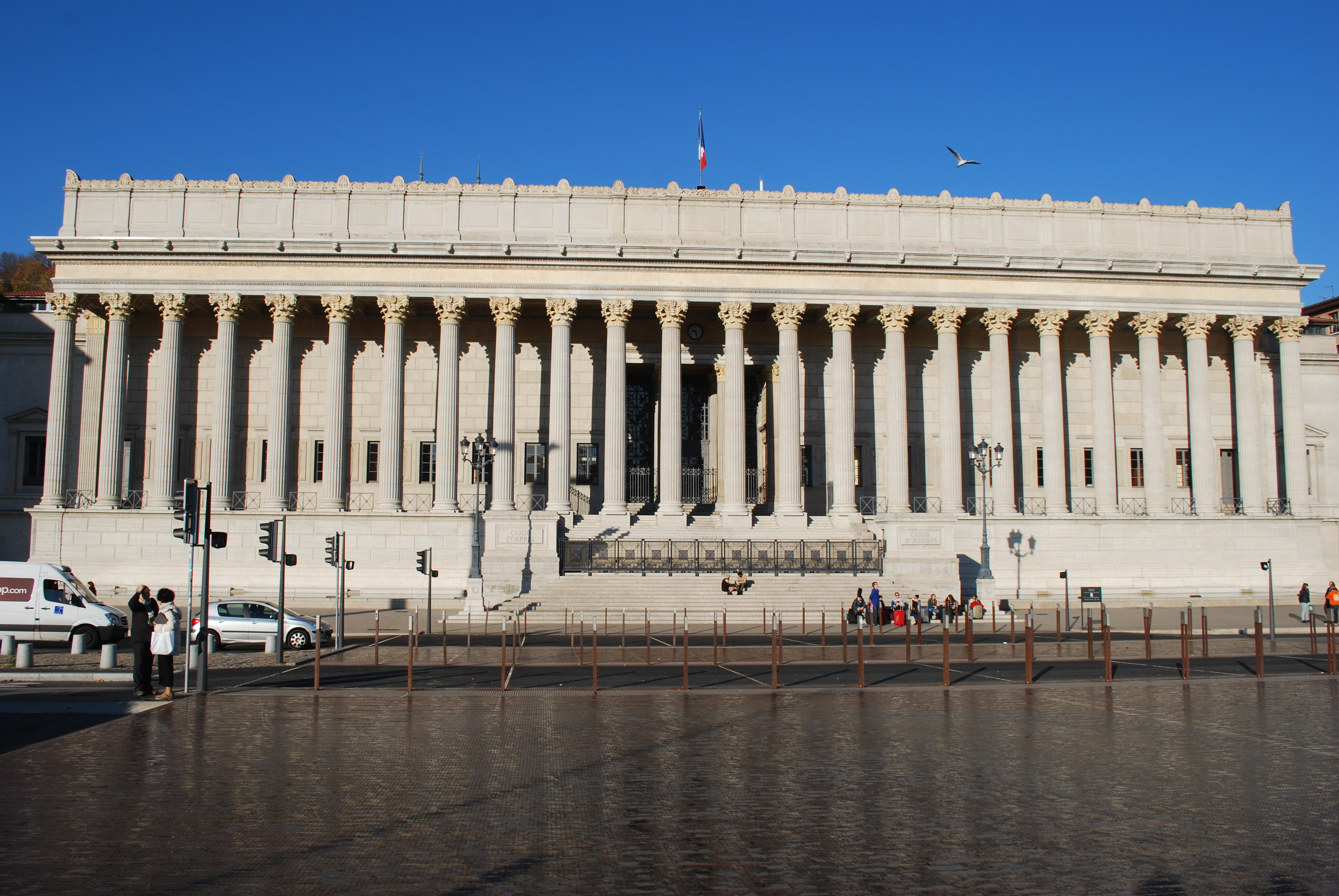
Le Palais de justice historique de Lyon est construit à partir de 1835.

L'architecture néo-classique est l'héritière de l'architecture classique, théorisée par l'architecte antique Vitruve dans son traité qui définit la théorie des trois ordres (dorique, ionique, et corinthien), qui peuvent se superposer. Vitruve sera la grande référence des architectes pour qualifier le renouveau du recours à des formes antiques, à partir de la seconde moitié du XVIIIe siècle, jusqu'en 1850 environ. L'architecture néo-classique prétend avoir recours à des formes grecques, plus qu'italiennes, ainsi elle est appelée goût grec à ses débuts en France vers 1760. C'est un mouvement international dont on trouve différentes manifestations, de l'Amérique du Nord à la Russie.
Elle se décline en plusieurs courants et l'on peut distinguer :
- la phase du palladianisme, la plus ancienne, qui se développe dans les campagnes de la Grande-Bretagne sous l'impulsion d'Inigo Jones et de Christopher Wren. Elle s'applique plutôt à des édifices isolés, ruraux et de forme ramassée. Son influence est plus italienne qu'antique.
- le style néo-grec (Greek Revival en Angleterre) dont le principal artisan en France est Ange-Jacques Gabriel, premier architecte du roi sous Louis XV.
- le style néo-classique, proprement dit, en architecture, qui connaîtra un succès durable tout au long de la première moitié du XIXe siècle, tant pour les édifices publics que privés en Occident. Il sera également traduit dans les arts décoratifs, entre 1770 et 1830.
- certains voient dans le style Beaux-Arts un prolongement des canons néo-classiques.

## Allemagne

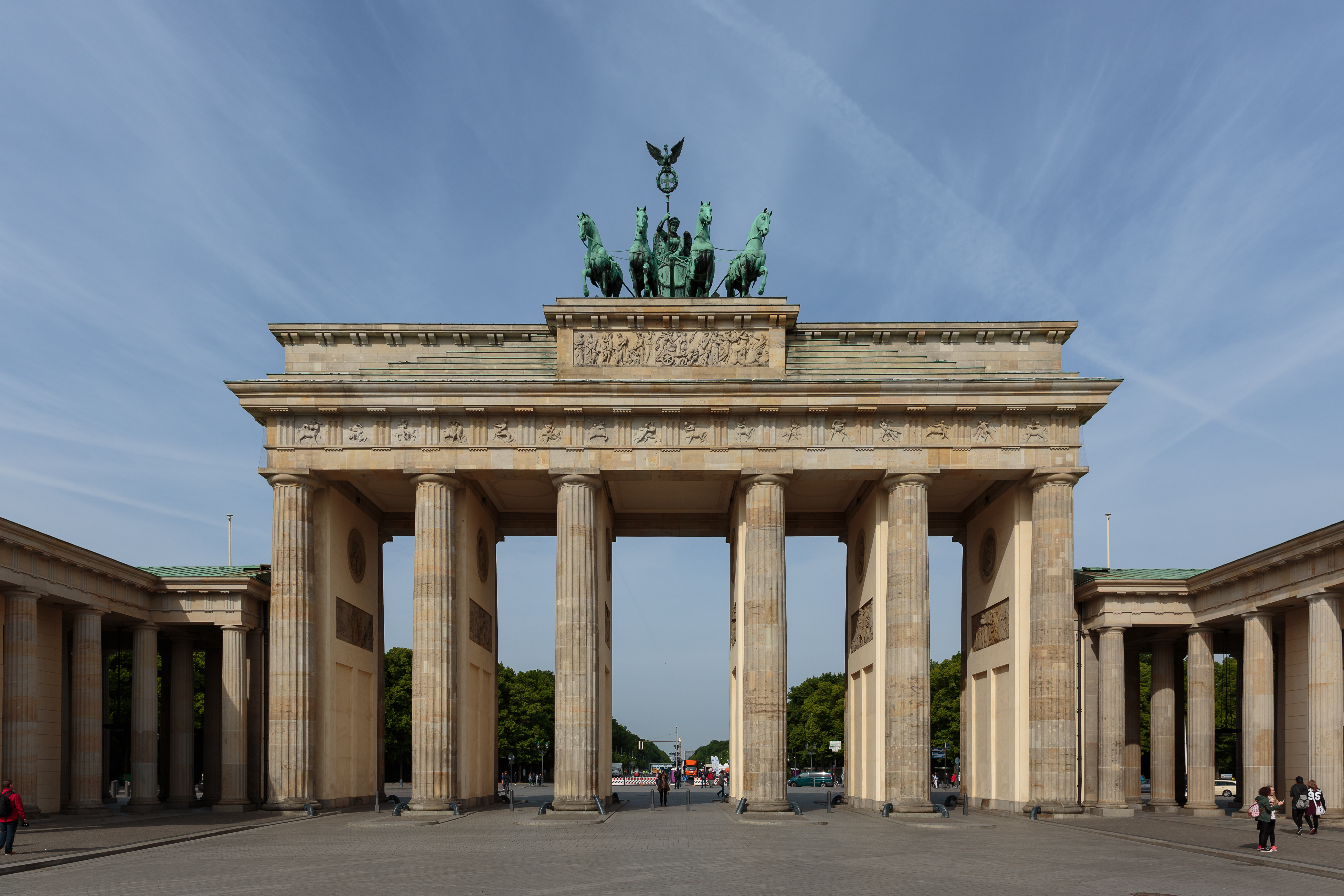
La porte de Brandebourg (1788-1791), Berlin, par Carl Gotthard Langhans.

L'Allemagne, avec ses nombreuses principautés, fut très tôt un foyer du néo-classicisme et se couvrit de châteaux néo-classiques, alors que les architectes s'inspiraient de leur Grand Tour en Italie.
- Berlin :
  - Théâtre royal
  - La Porte de Brandebourg érigée par Carl Gotthard Langhans entre 1788 et 1791
  - L'Altes Museum
  - L'Alte Nationalgalerie
  - Le Konzerthaus
- Munich
  - La Glyptothek qui abrite des collections grecques et romaines (1816-1830).
  - La Bayerische Staatsbibliothek.

## Autriche
- Palais Strudelhof, palais urbain à Autriche.

## Belgique
- Liège
  - Rotonde (par Jacques-Germain Soufflot) et chœur de la collégiale Saint-Jean (La tour est du IXe siècle).

- Bruxelles
  - La région de Bruxelles-capitale contient probablement le plus grand ensemble d'habitations particulières individuelles néo-classiques d'Europe[réf. nécessaire], particulièrement à la suite de la démolition des remparts de la ville (boulevards de la « Petite Ceinture »), et le cœur des communes de Saint Josse Ten Noode, d'Ixelles, de Saint Gilles et le front de la commune de Bruxelles intra-muros.

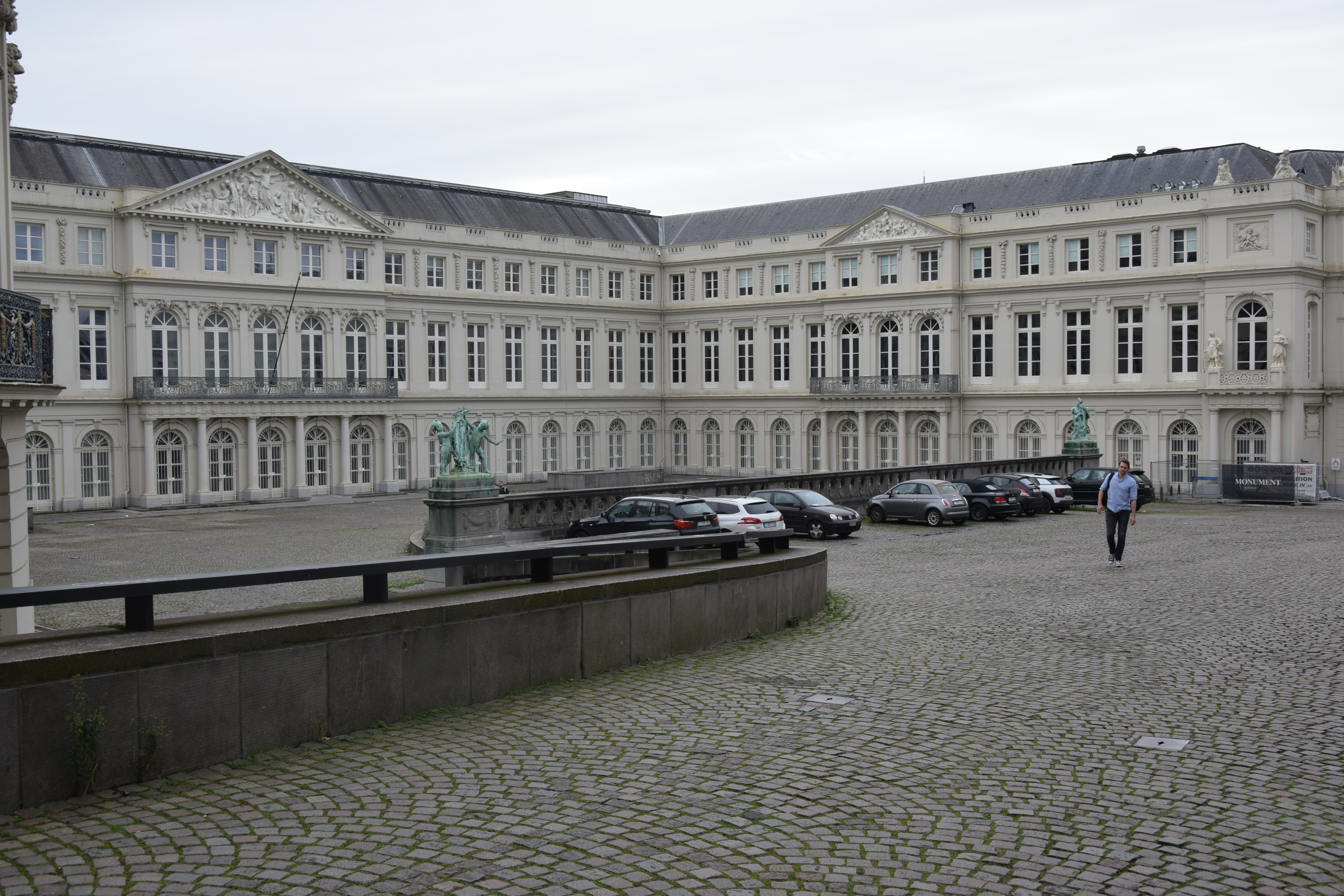
Place des Musées de Bruxelles.

- - Place des Martyrs - Claude Fisco (1774-1776)
  - Place Royale - Jean-Benoît-Vincent Barré et Barnabé Guimard (1779 et s.)
  - Hôtels particuliers, rue Ducale - Jean-Benoît-Vincent Barré et Barnabé Guimard (1779 et s.)
  - Palais de la Nation, rue de la Loi
  - Palais de Charles de Lorraine, chapelle protestante et ancien palais de l'Industrie nationale, place du Musée - Jean Faulte et Laurent-Benoît Dewez (1757-1780) - Nicolas Roget (1827)
  - Ancien Jardin botanique de Bruxelles, rue Royale - Tilman-François Suys et Pierre-François Gineste (1826-1829)
  - Quartier de la place Saint-Jean - Henri Partoes (1846-1859)
  - Hôtel du Chastel de la Howardie, place du Grand Sablon, 5 - F. Pauwels (1857) transformé par Léon Govaerts (1954)
  - Place des Barricades
  - Quartier du Béguinage, autour de l'Hospice Pachéco - Henri Partoes (1824-1826)
  - Hôtels particuliers de part et d'autre de l'église Saint-Joseph, square Frère Orban - Jean-Pierre Cluysenaar (1863)
  - Théâtre royal de la Monnaie, place de la Monnaie - Louis Damesme (1817-1819, reconstruit à la suite d'un incendie par Joseph Poelaert (1855-1860)

- Estinnes (Vellereille-les-Brayeux)
  - Abbaye de Bonne-Espérance (1738-1760), par Nicolas De Brissy, et sa basilique (1770-1776), par Laurent-Benoît Dewez
- Floreffe (Namur)
  - Église abbatiale de l'abbaye de Floreffe

## Canada
Basilique-cathédrale Marie-Reine-du-Monde de Montréal (1875).

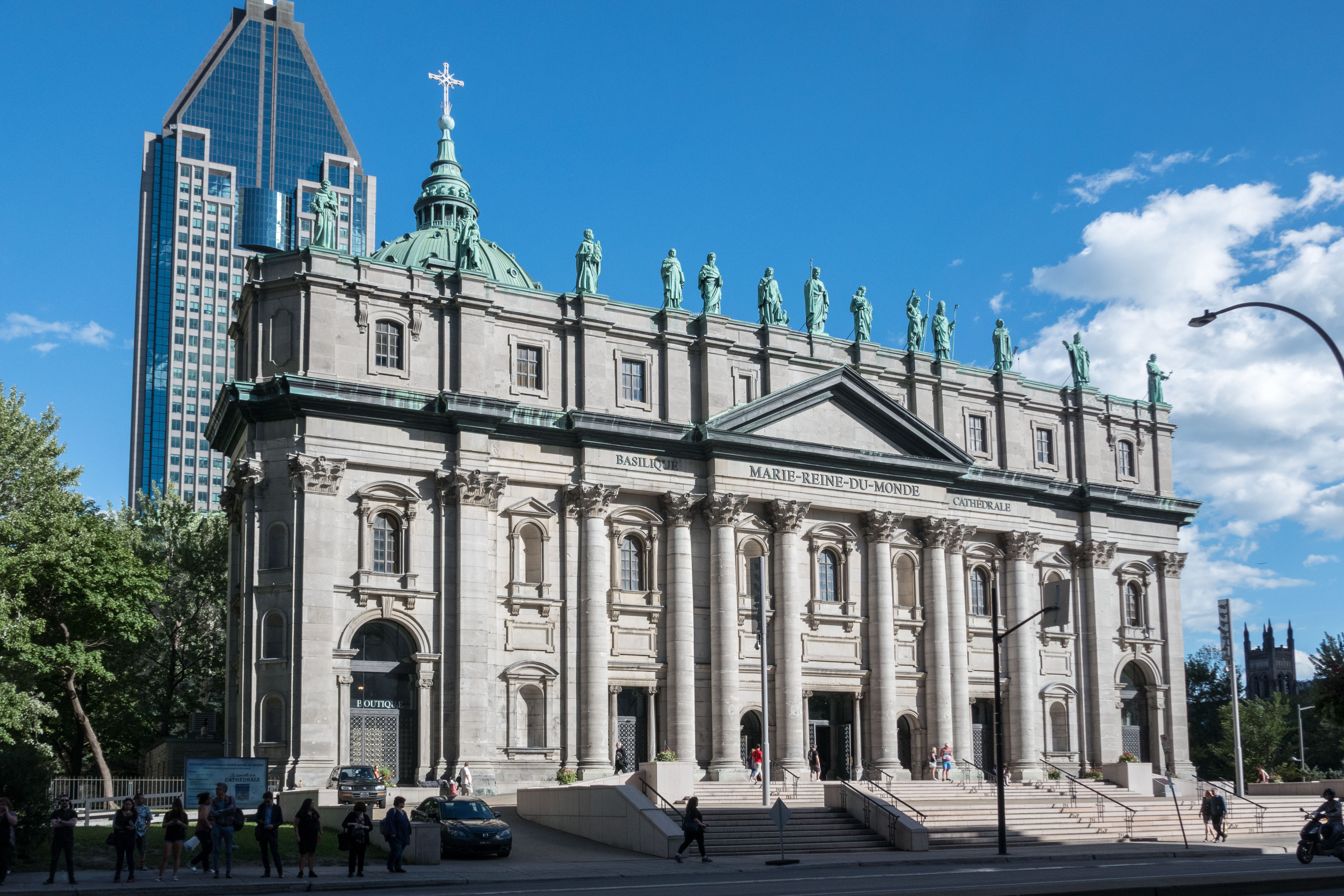
Cathédrale Marie-Reine-du-Monde (1875).

## États-Unis
Le néo-classicisme eut un succès important aux États-Unis sous l’impulsion de Thomas Jefferson. En architecture il donna lieu à une interprétation spécifiquement américaine, appelée « style fédéral », caractérisée par une ornementation classique et des surfaces douces et arrondies, ainsi que par l'utilisation de fenêtres elliptiques. Jefferson a par exemple dessiné la demeure de sa plantation de Monticello dans un esprit palladien évident (équilibre, raison, ruralité). Il travailla également pour des édifices publics comme le State Capitol Building (Richmond (Virginie)). Ses travaux restent marqués par l'idéologie de la République et de la démocratie dont le modèle reste Athènes.
La référence à l'Antiquité classique reste une orientation commune aux bâtiments officiels (capitoles, courts de justice) des États-Unis jusqu'au XXe siècle (Lincoln Memorial (1915-1921)) ; on peut rattacher ce goût à l'influence qu'exerça l'école des beaux-arts de Paris sur l'architecture américaine. De nombreux musées utilisent également les références gréco-romaines (portique et fronton au Cleveland Museum of Art ou au Philadelphia Museum of Art) avec des allusions au panthéon de Rome (Brooklyn Museum de New York ; National Gallery of Art de Washington (district de Columbia)).

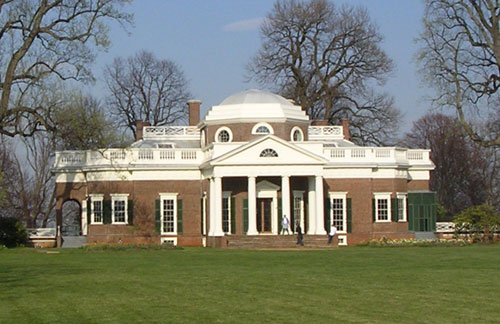
Maison de maître de la plantation Monticello, États-Unis (Thomas Jefferson).
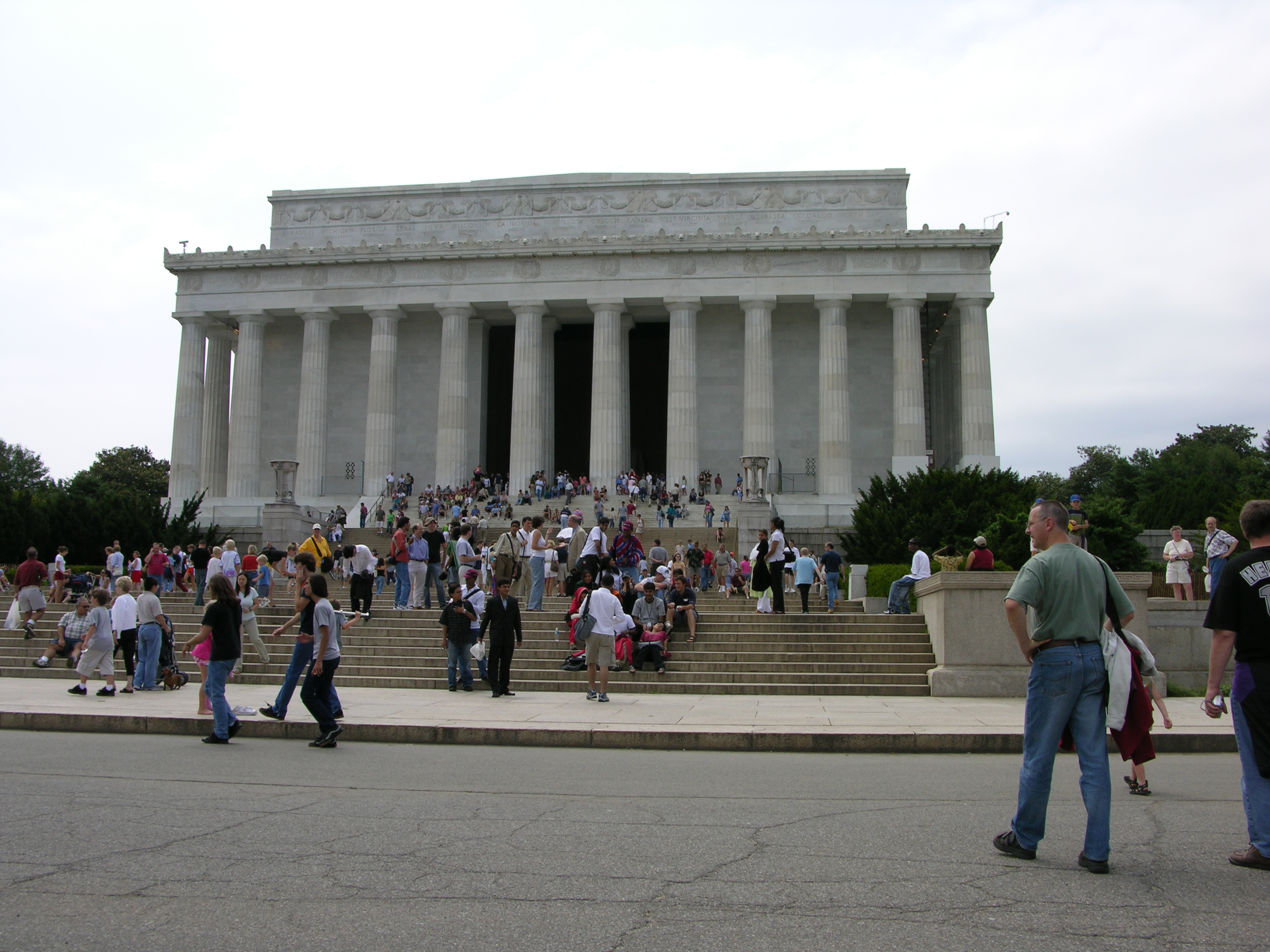
Lincoln Memorial, États-Unis (Henry Bacon).
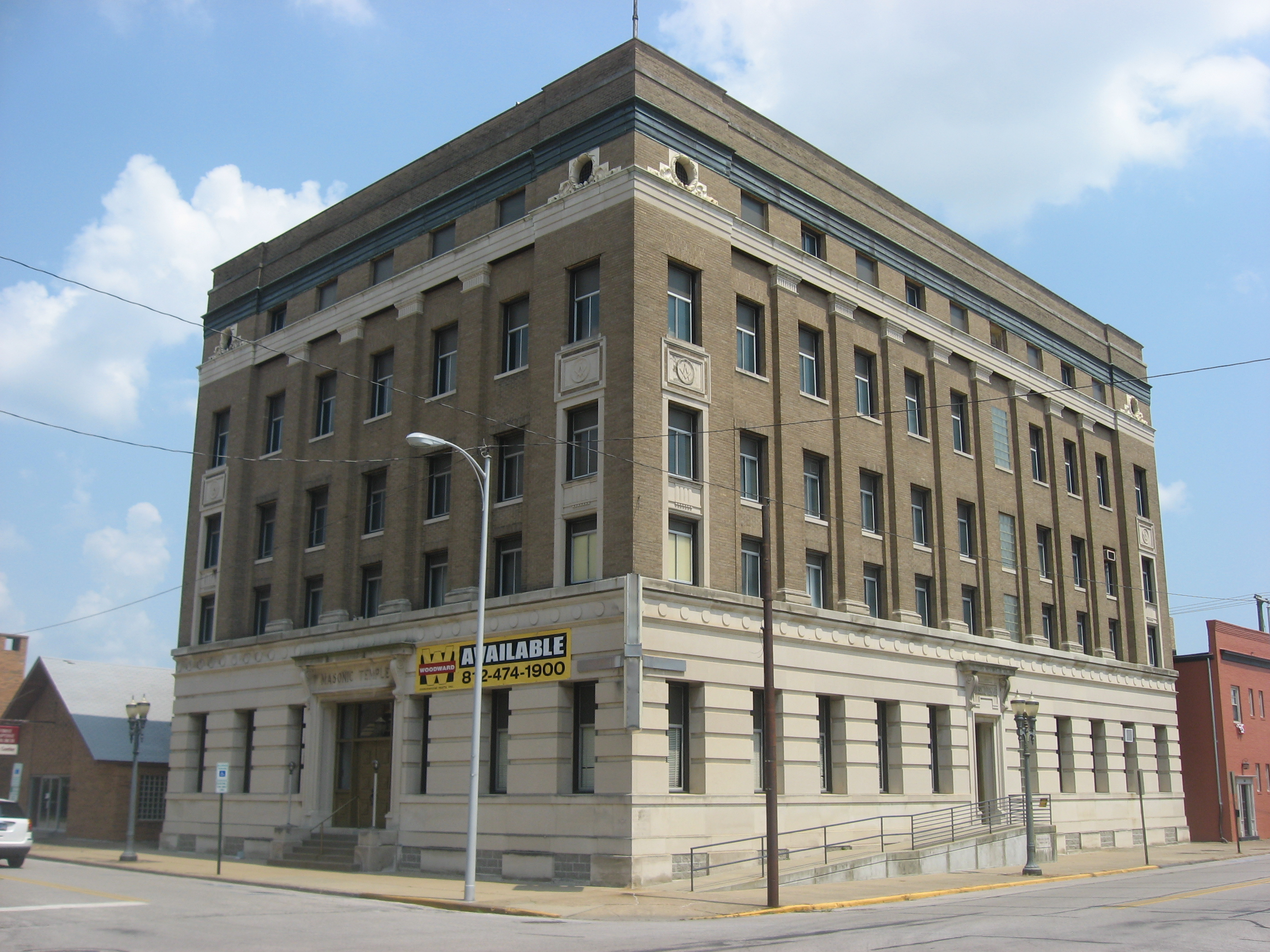
Temple maçonnique d'Evansville (Indiana).
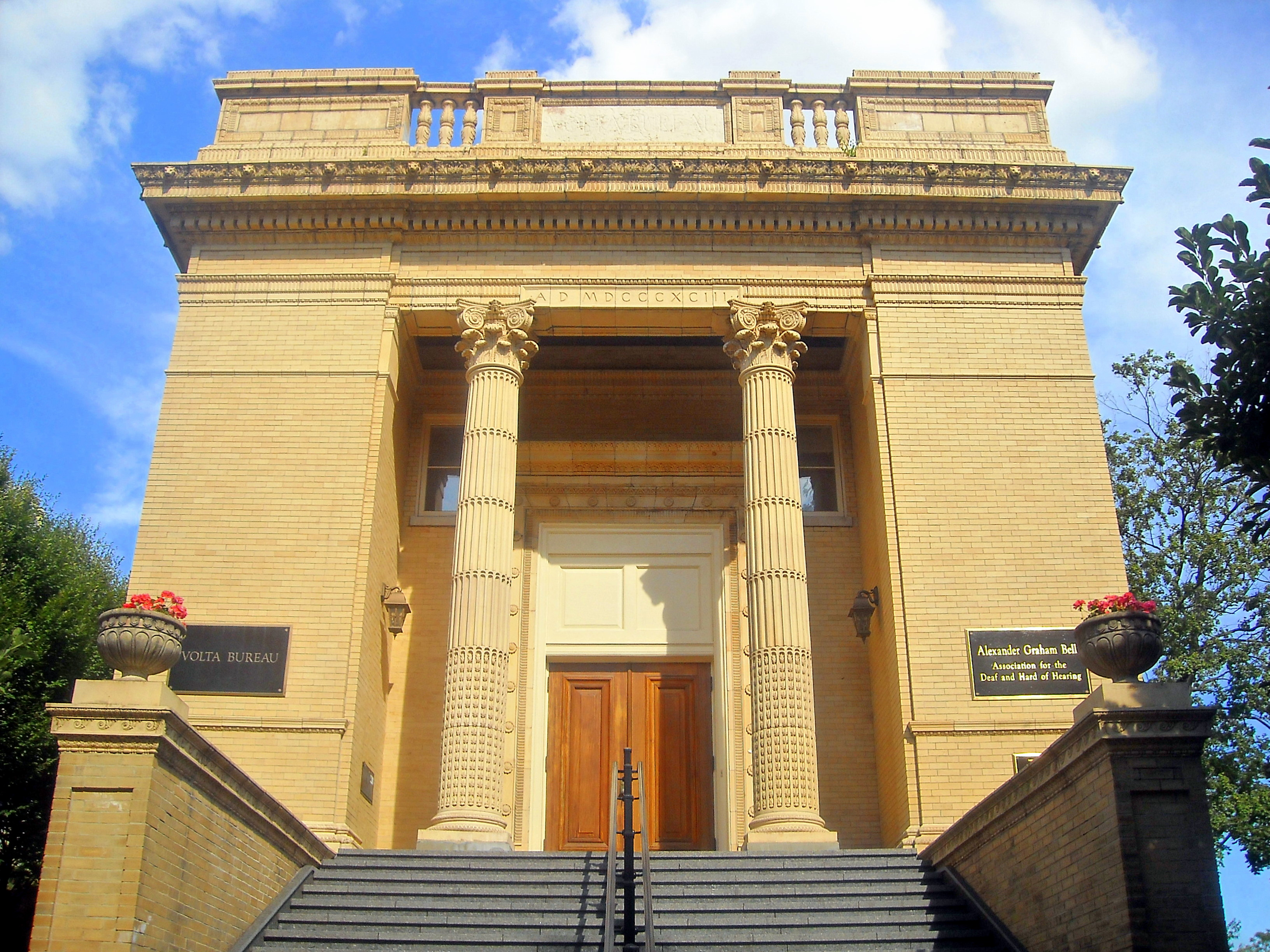
Le pavillon Volta de Bell à Washington, D.C. (1893).

## France

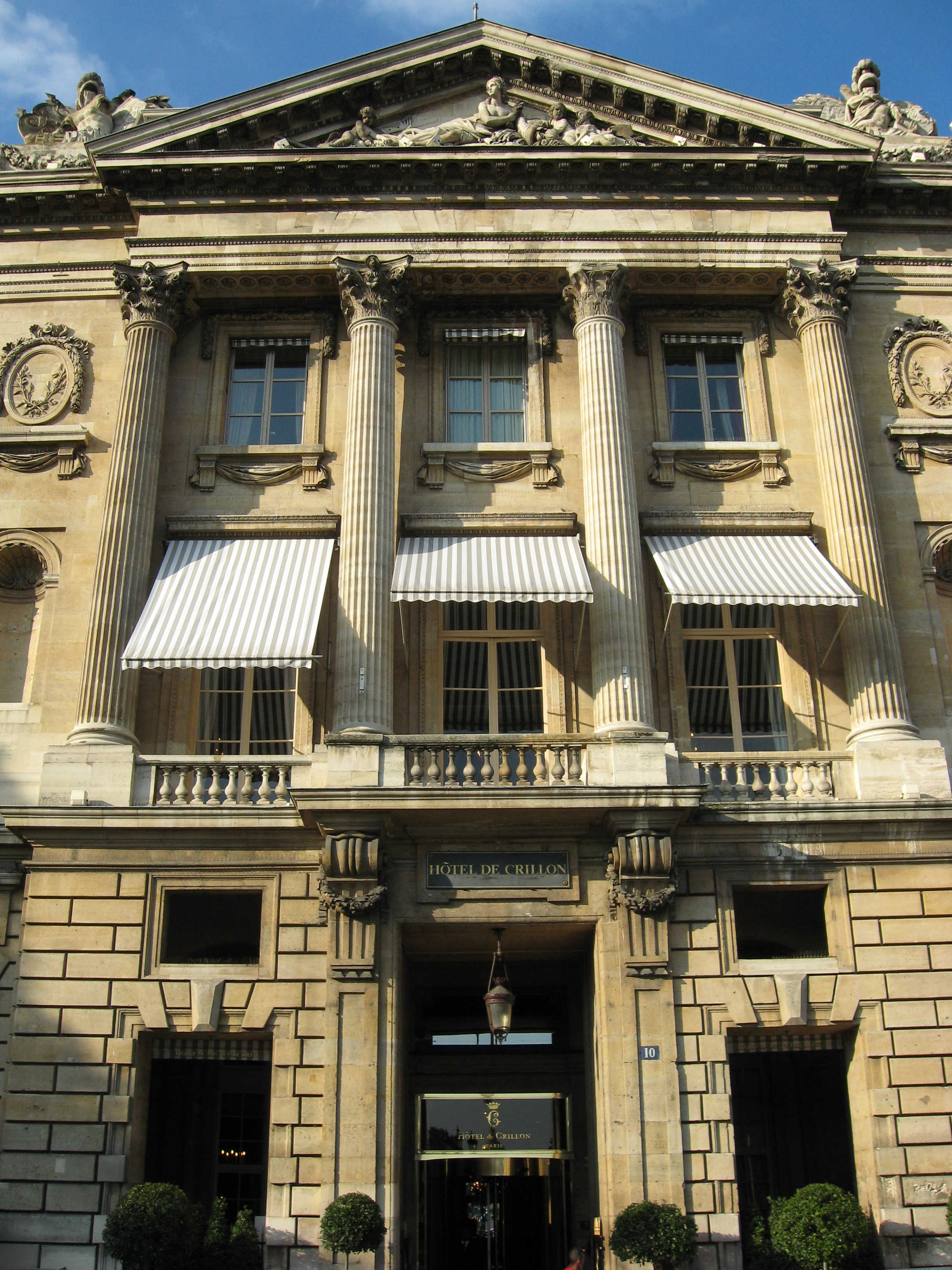
La façade de l'hôtel de Crillon présente un ordonnancement néo-classique avec une division tripartite horizontale et verticale : sur trois travées, les quatre colonnes corinthiennes du portique supportent un entablement couronné d'un fronton. Le rez-de-chaussée possède un grand appareil à refends et deux pilastres terminés par des triglyphes, l'étage noble est souligné par une balustrade et le second étage est percé de fenêtres ornées de guirlandes sous les appuis.

Le néo-classicisme architectural français s'est développé via plusieurs facteurs :
- le développement des fouilles archéologiques en Italie avec la découverte de Pompéi et d'Herculanum à la fin des années 1730, puis dans le sud de la France.
- l'approfondissement de la connaissance de l'Antiquité, grâce aux publications savantes, étrangères ou françaises (Recueil d'antiquités (1752-1765) du comte de Caylus, Ruins of Palmyra (1753), Ruins of Balbec (1757) de Robert Wood, Ruins of Paestum (1758-1768) de Thomas Major d'après les dessins de l'architecte italien Giovanni Battista Borra, Ruines des plus beaux monuments de la Grèce (1758) de Julien-David Le Roy).
- le développement d'un goût pour le pittoresque et d'un goût pour le sublime (cf. goût des ruines, tableaux de Giovanni Paolo Panini, d'Hubert Robert, gravures de Giovanni Battista Piranesi achetées par les Français ou rapportées par les voyageurs).
- le développement du voyage en Italie des architectes, au contact des ruines antiques et des édifices de l'architecture Renaissance de Palladio, Raphaël, Vignole.

Ce courant architectural s'est développé en France durant les vingt dernières années du règne de Louis XV et reste à l'honneur jusque dans les trois premières décennies du siècle suivant. Les premiers édifices néo-classiques sont édifiés sous Louis XV par Ange-Jacques Gabriel et Jacques-Germain Soufflot, sous l'impulsion du Marquis de Marigny directeur général des Bâtiments du roi, de 1751 à 1773. On peut citer parmi leurs principales réalisations, l'École militaire (1751-1756), le palais de Compiègne, reconstruit à partir de 1751, la place Louis XV (1755-1775), le Petit Trianon (1762-1768), le Projet de reconstruction du château de Versailles entre 1772 et 1775, l'Hôtel-Dieu de Lyon (1741-1764) et l'église Sainte-Geneviève à Paris (1764-1790).
Le goût pour l'antique et le retour au classicisme s'expriment aussi bien dans l'architecture religieuse que dans l'architecture civile, l'architecture privée - souvent via le modèle réinterprété de l'architecture privée de Palladio connue via son traité des Quattro Libri dell'architettura (Venise, 1570) -, la décoration intérieure et l'art des jardins. À côté des exemples des églises Saint-Sulpice, Sainte-Geneviève, des sites et bâtiments publics comme l'Hôtel de la Monnaie, l’Hôtel de Salm ou l'École de chirurgie à Paris, le Grand Théâtre et la place de la Bourse à Bordeaux, de très nombreux édifices privés ont été construits dans ce style : les hôtels Alexandre, d'Hallwyll, de Thélusson, de Bourbon-Condé, de Masseran, de Montesquiou à Paris, les maisons Carré de Baudouin, Huvé, Rousseau aux alentours de la capitale, de nombreux hôtels à Bordeaux, La Rochelle, la maison de l'armateur au Havre, sans compter les ensembles immobiliers comme le Palais-Royal à Paris ou le quartier Graslin à Nantes.

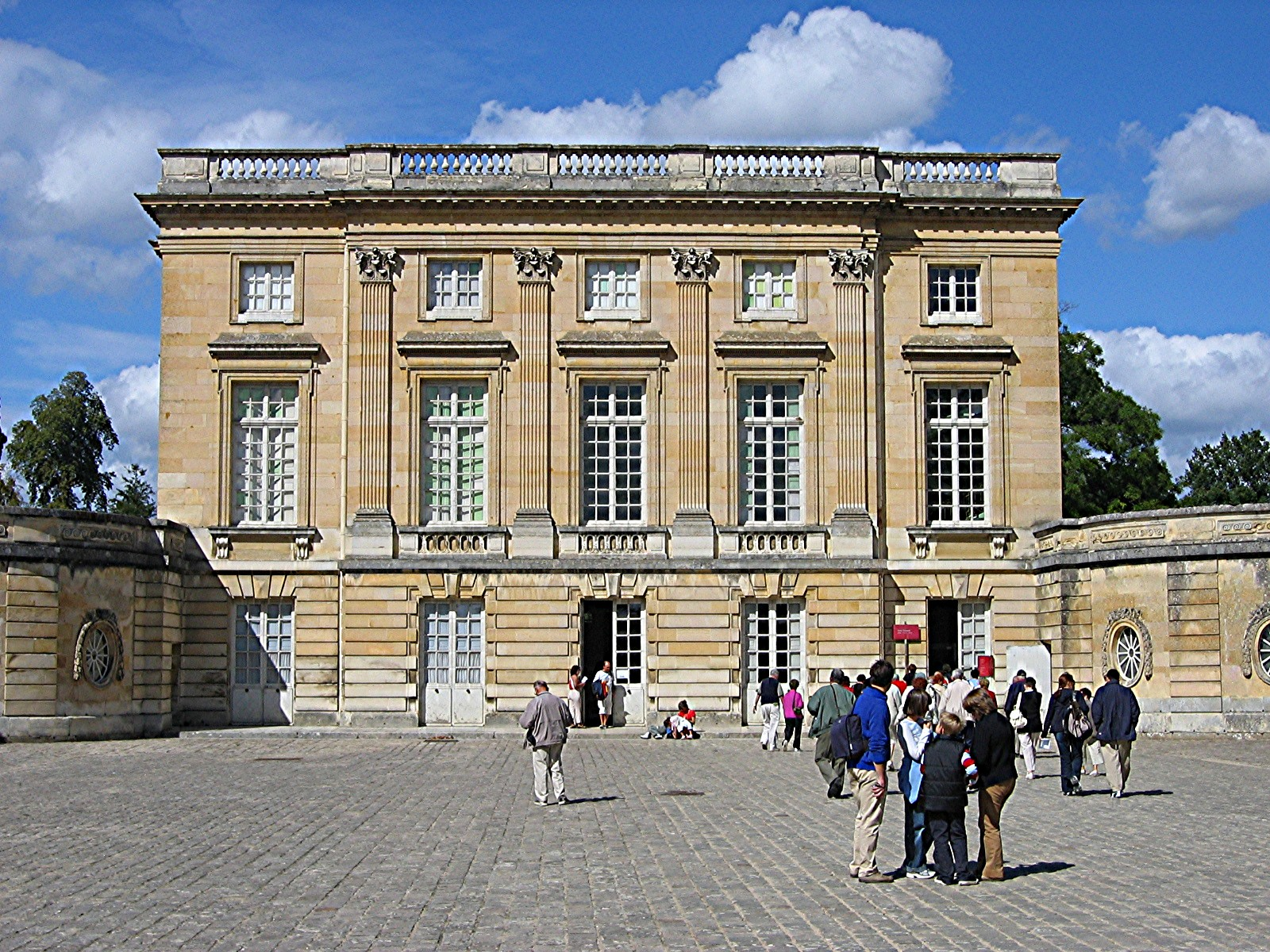
Château du Petit Trianon, Versailles (Ange-Jacques Gabriel).

Ces édifices expriment une volonté de rupture par rapport au style baroque de la période précédente :
- géométrie du plan (École militaire, Sainte-Geneviève)
- simplicité des volumes de l'édifice (Hôtel de Bourbon-Condé, Hôtel de Montesquiou, folie Huvé)
- harmonie des proportions
- prédilection pour la colonne et le fronton (École militaire, hôtels jumeaux de la place de la Concorde, Sainte-Geneviève, Hôtel de la Monnaie, projets dessinés de Marie-Joseph Peyre)
- décor sculpté limité, voire inexistant
- usage d'ornements sculptés inspirés de l'antique : frises de grecques, de postes, rinceaux, festons, palmettes, etc.
- mise en valeur de la surface minérale de l'édifice, soit que le mur soit nu ou traité en bossage (façade sur Seine du palais Bourbon, bossage du soubassement des hôtels jumeaux de la place de la Concorde)
- raffinement de la distribution des volumes intérieurs (escalier du Grand Théâtre de Bordeaux, salle de l'Opéra de Versailles)
- intégration de l'édifice dans un paysage ou un espace urbain (Théâtre de l'Odéon, lotissement du Palais-Royal, Théâtre Graslin, etc.)

Dans le domaine des jardins, ce sont les exemples de jardins appelés anglo-chinois qui se développent à la veille de la Révolution : parc de Désert de Retz, parc de Méréville, parc de Maupertuis, jardin du Hameau de la Reine à Versailles par Richard Mique, jardin du domaine de Montreuil par Jean-Jacques Huvé, parc Monceau pour le duc d'Orléans. Contrairement à la symétrie des dessins de Le Nôtre, ces jardins allient une nature qui se veut non domestiquée à des morceaux d'architecture fantaisistes ou d'aménagements pittoresques (grottes factices, cours d'eau, cascades, fausses ruines gagnées par la végétation, etc.).
Les principaux représentants du néo-classicisme architectural français à la veille de la Révolution ont été Ange-Jacques Gabriel, Jacques-Germain Soufflot, Étienne-Louis Boullée et Claude Nicolas Ledoux. Les édifices respectifs des deux derniers, réalisés ou bien restés à l'état de projet utopique (cénotaphe à Newton de Boullée, projet de cité idéale à Arc-et-Senans de Ledoux), ont influencé les architectes et théoriciens du XXe siècle.
À côté de ces quatre grands noms, Denis Antoine, Jean-Benoît-Vincent Barré, François-Joseph Bélanger, Alexandre Brongniart, Jean-François-Thérèse Chalgrin, Charles François Darnaudin, Louis-Jean Desprez, Charles De Wailly, Jacques Gondouin, Jean-Jacques Huvé, Victor Louis, Richard Mique, Pierre-Louis Moreau, Pierre-Adrien Pâris, Marie-Joseph Peyre, Bernard Poyet, Jean-Augustin Renard, Pierre Rousseau comptent parmi les représentants du retour à l'antique sous le règne de Louis XVI.
La Révolution, entendue comme la période allant de 1789 au Coup d'État du 18 Brumaire (1799), et le Premier Empire (1804-1815) ont marqué une étape importante dans le néo-classicisme architectural français. Ils ont encouragé l'expression d'une sensibilité grandiloquente, le recours à un vocabulaire ornemental encore plus inspiré de l'antique que sous le règne de Louis XVI, allant même chercher des éléments d'ornements dits « étrusques » ou « pompéiens », ou crus tels…
Sous la Révolution, le goût pour l'antique s'est exprimé essentiellement dans l'architecture appelée « éphémère » (architecture de fêtes publiques et de cérémonies, décors de salles de spectacles ou de salle de réunions publiques : Tribunat, Conseil des Cinq-Cents, etc.), et dans les concours publics lancés pour édifier des monuments commémoratifs : concours de l'An II, projet de colonnes ou d'obélisques départementaux à la gloire des armées révolutionnaires, de fontaines publiques, etc.
Napoléon Ier souhaitait faire de Paris la Nouvelle Rome et fit édifier de nombreux bâtiments rappelant l'Empire romain à son apogée avec l'aide des architectes Charles Percier et Pierre Fontaine : rue de Rivoli, colonne Vendôme, arc de triomphe du Carrousel, arc de triomphe de l'Étoile (commandé en 1806, fini en 1836). Voir aussi style Empire.
Le goût pour l'antique et l'inspiration classique ont perduré dans l'architecture française jusque tard au XIXe siècle, au moment où prenaient le pas d'autres courants esthétiques : l'historicisme, l'éclectisme et le rationalisme architectural qui ont eux-mêmes pu se décliner en néo-gothique, néo-roman, néo-renaissance, etc.
Parmi les exemples d'édifices néo-classiques postérieurs à la Révolution, on peut citer : la chapelle expiatoire de Louis XVI de Pierre Fontaine, l'église de la Madeleine de Pierre Vignon et Jean-Jacques-Marie Huvé (1808-1842).
Exemples divers en France (ordre chronologique) :

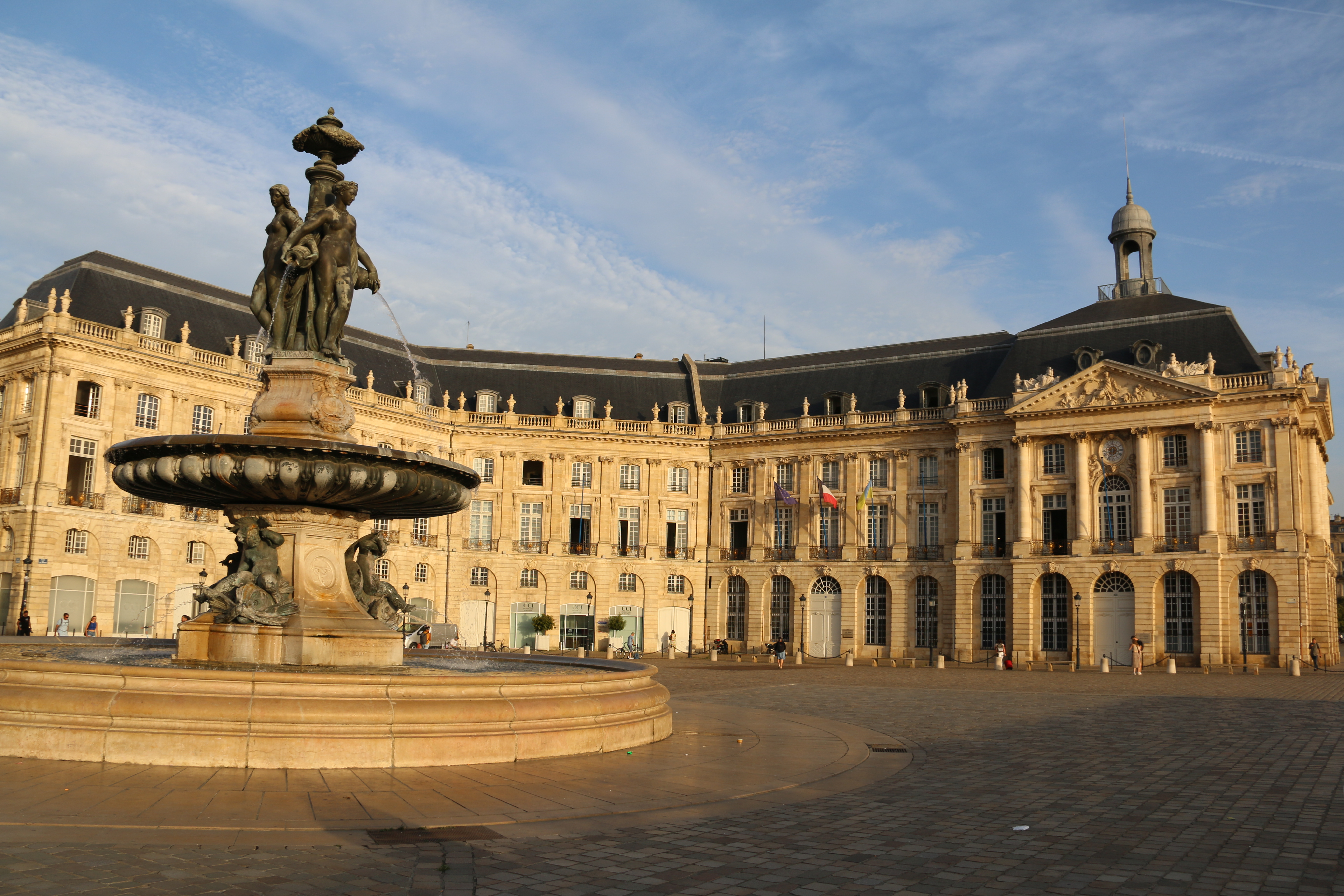
Place de la Bourse (1735-1755) à Bordeaux.

- Façade de l'église Saint-Sulpice (1732-1736), de Giovanni Nicolo Servandoni (achevée par J.-F.-T. Chalgrin en 1777)Place de la Bourse (1735-1755) à Bordeaux.
- Place de la Bourse (1735-1755) à Bordeaux, de Jacques et Ange-Jacques Gabriel.
- École militaire (1751-1756), d'Ange-Jacques Gabriel
- Place Louis XV (Place de la Concorde) à Paris, d'Ange-Jacques Gabriel
- Église Sainte-Geneviève (Panthéon) (commencée en 1764), de Jacques-Germain Soufflot
- Maison Le Prêtre de Neubourg (1762), de Marie-Joseph Peyre
- Église Notre-Dame de Guebwiller (1762-1785), de Louis Beuque
- Hôtel Alexandre (1763), d'Étienne-Louis Boullée
- Halle au blé (1763-1767), de Nicolas Le Camus de MézièresHôtel de la Marine (1757-1774), à Paris.

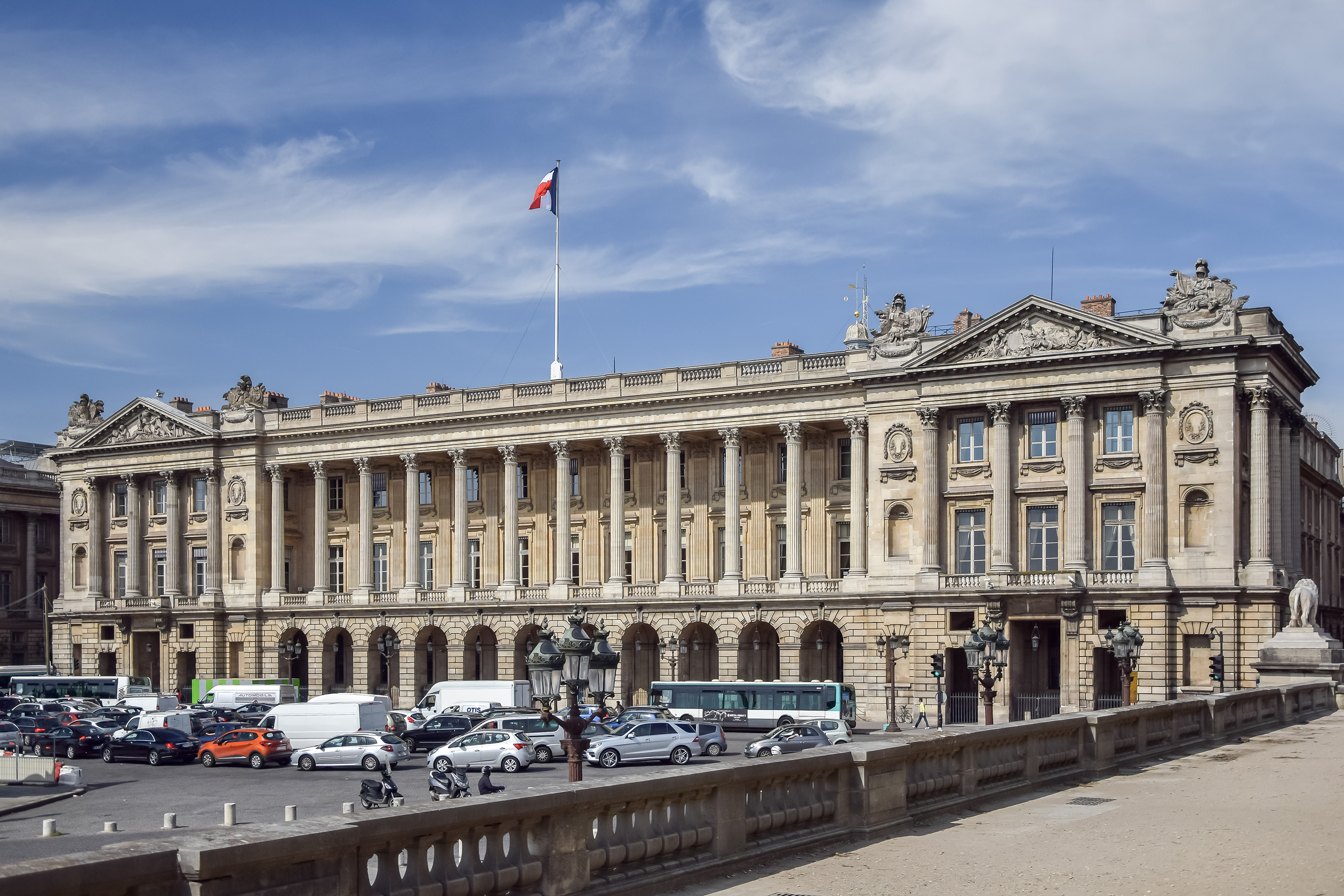
Hôtel de la Marine (1757-1774), à Paris.

- Petit Trianon (1764-1768), d'Ange-Jacques Gabriel
- Château de Montmusard (1764-1772), de Charles De Wailly
- Couvent de la Reine, à Versailles (1767-1772), de Richard Mique
- Hôtel de la Monnaie (1767-1775), de Denis Antoine
- Hôtel de Montmorency (1769), de Claude Nicolas Ledoux
- Opéra de Versailles (1769-1770), d'Ange-Jacques Gabriel et Charles De Wailly
- École de chirurgie (1769-1775), de Jacques Gondouin
- Hôtel du Châtelet (1770), de Mathurin Cherpitel
- Hôtel de l'Intendance, à Besançon (1771-1778), de Victor LouisGrand-Théâtre de Bordeaux (1773-1780).

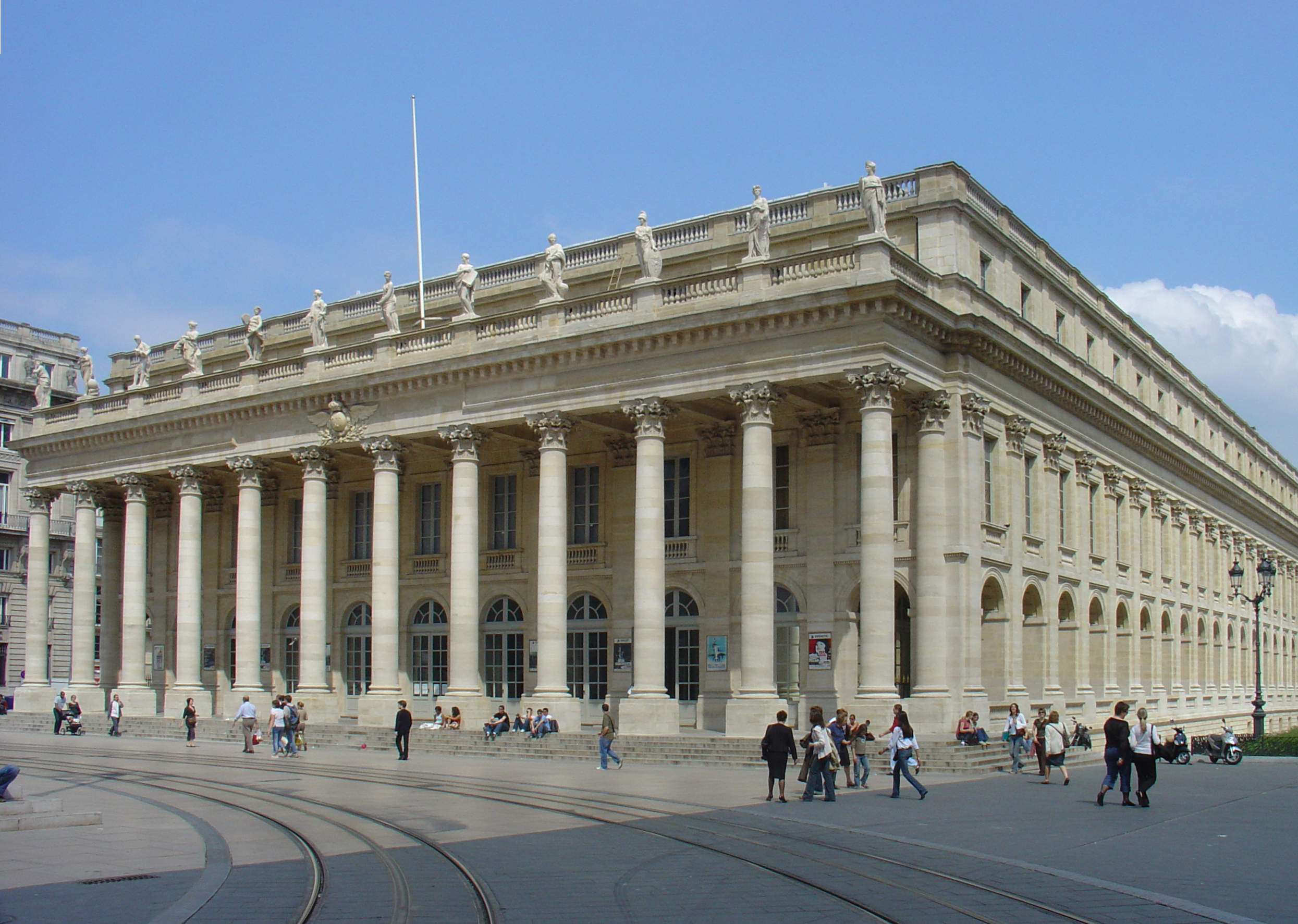
Grand-Théâtre de Bordeaux (1773-1780).

- Hôtel d'Uzès, de Claude Nicolas Ledoux
- Hôtel de Brunoy (1772-1779), d'Étienne-Louis Boullée
- Château du Marais (1772-1779), de Jean-Benoît-Vincent Barré
- Maison de Mlle Guimard, de Claude Nicolas Ledoux
- Saline royale d'Arc-et-Senans (1773-1779), de Claude Nicolas Ledoux
- Théâtre de Bordeaux (1773-1780), de Victor Louis
- Maison de plaisance du duc d'Orléans (1773), d'Alexandre-Théodore Brongniart
- Théâtre de Besançon (1775-1784), de Claude Nicolas Ledoux

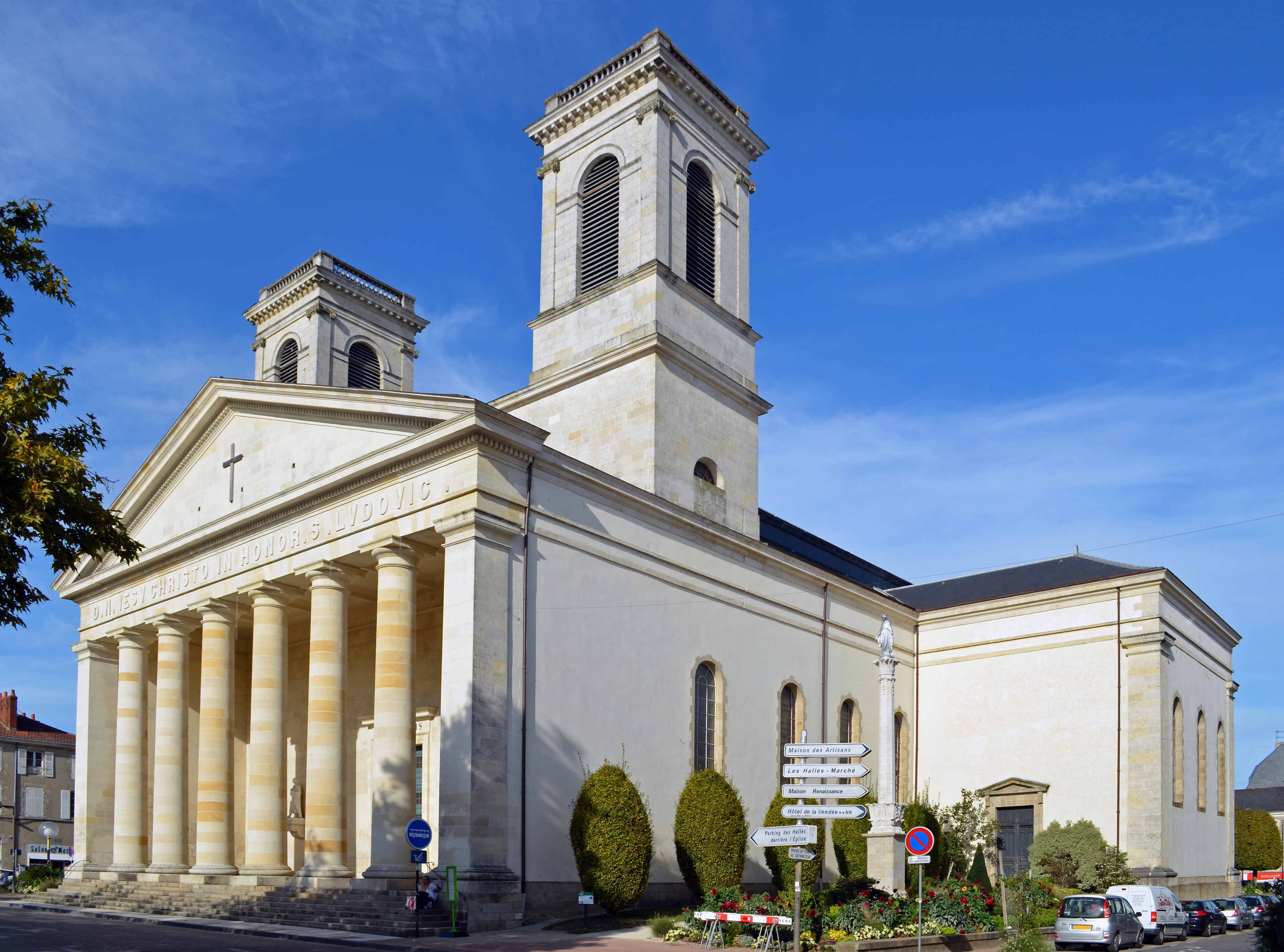
Église Saint-Louis (1804-1829), La Roche-sur-Yon.

- Hôtel de Monaco (1775-1777), d'Alexandre-Théodore Brongniart
- Château de Bagatelle (1777), de François-Joseph Bélanger
- Hôtel de Thélusson (1778-1783), de Claude Nicolas Ledoux
- Hôtel de Galliffet (1778-1785), d'Étienne-François Legrand
- Théâtre de l'Odéon (1779), de Charles De Wailly et Marie-Joseph Peyre
- Palais-Royal, de Victor Louis
- Collège de France, de Jean-François-Thérèse Chalgrin
- Hôtel de Bourbon-Condé (1780), d'Alexandre-Théodore Brongniart
- Hôtel de Montesquiou, d'Alexandre-Théodore Brongniart
- Couvent des Capucins (1780-1783), d'Alexandre-Théodore Brongniart
- Hôpital royal de Versailles (1780), de Charles François Darnaudin
- Château d'Hornois (1781-1783), de Jean-Jacques Huvé

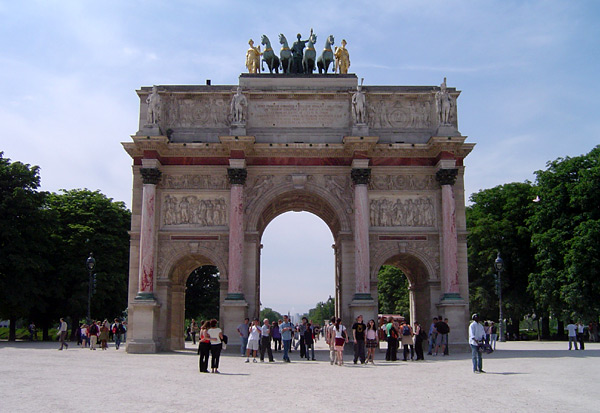
Arc de triomphe du Carrousel (Charles Percier et Pierre Fontaine).

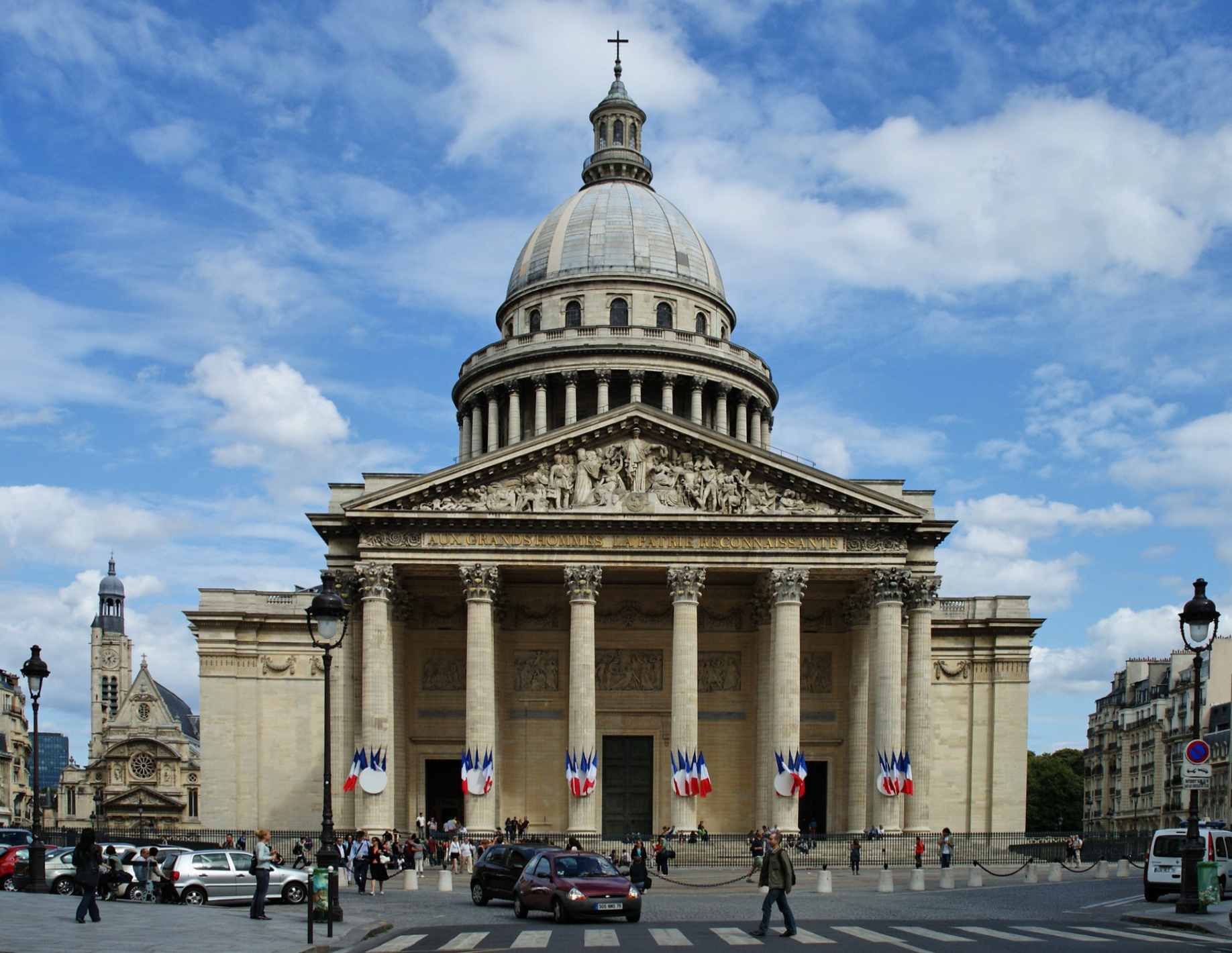
Le Panthéon

- Le château du Buisson de May, dans l'Eure, réalisé de 1781 à 1783 par Denis Antoine
- Maison Hosten (1782-1792), de Claude Nicolas Ledoux
- Hôtel d'Orsay, de Jean-Augustin Renard
- Hôtel de Salm (Palais de la Légion d'honneur) (1784), de Pierre Rousseau
- Le quartier Graslin à Nantes, avec le Cours Cambronne, le Théâtre Graslin, la Place Royale (Nantes), la rue Crébillon, le Palais de la Bourse (Nantes), l'Avenue d'Orléans... , de Mathurin Crucy
- Maison de l'architecte Rousseau à Paris, de Pierre Rousseau
- Folie Huvé à Meudon (1788), de Jean-Jacques Huvé

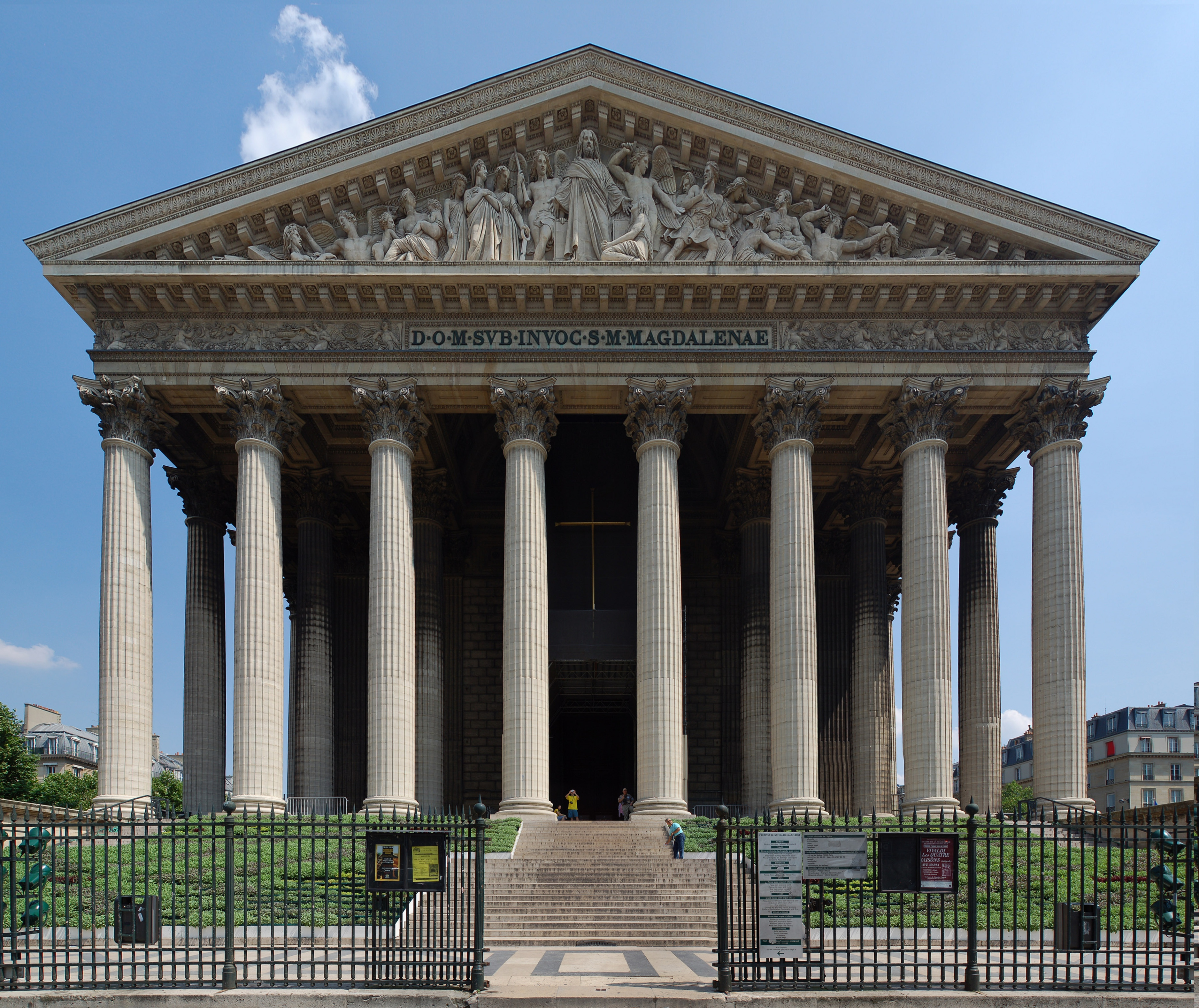
Église de la Madeleine (1763-1842) à Paris.

- Barrières d'octroi de Paris (1785-1789), de Claude Nicolas Ledoux
- Panthéon (1757-1790)
- Maison de l'armateur (1790), de Paul-Michel Thibault
- Bourse, de Alexandre-Théodore Brongniart
- Arc de triomphe de l'Étoile à Paris, commencé en 1806 par Jean-François-Thérèse Chalgrin
- La rue de Rivoli, de Charles Percier et Pierre Fontaine
- Ville nouvelle de La Roche-sur-Yon
- Église de la Madeleine (1763-1842), de Pierre-Alexandre Vignon et Jean-Jacques-Marie Huvé
- Palais de justice historique de Lyon (1835-1847), de Louis-Pierre Baltard
- Au hameau du Noiray (commune de La Motte-Servolex), une maison palladienne construite et pensée par J. Vallet, sculpteur chambérien, en 1862.

## Royaume-Uni

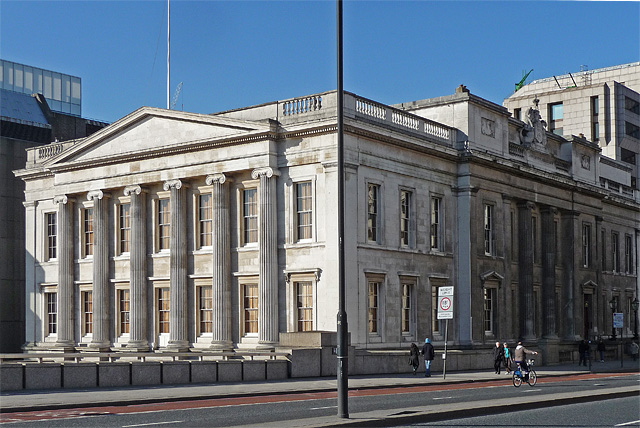
Le Fishmongers' Hall, à Londres.

- Architecture georgienne en vogue uniquement en Grande-Bretagne sous les règnes des quatre George (1715-1820) ; elle s'applique aux demeures privées, mais aussi à des aménagements urbains relativement étendus.
- Banque d'Angleterre (Londres)
- Portique du British Museum
- Regent Street (Londres)
- Le 10 Downing Street à Londres.
- Custom House, dans la Cité de Londres.
- Greek Revival : temples et belvédères aux fins d'ornementation de jardins aristocratiques, pour la gentry. Exemple : Osterley Park dans le Middlesex.
- Monument national d'Écosse (Édimbourg)
- County Sessions House (Liverpool)
- Style Regency (néo-classique tardif)

## Italie
En Italie, l'architecture néo-classique est dans la péninsule, comme dans tous les pays occidentaux, la phase de l'histoire de l'architecture qui, après l'époque du baroque et du rococo, s'est orientée vers l'âge classique de la Grèce et de la Rome antiques en en reprenant les idéaux et les apparences formelles.

## Ukraine

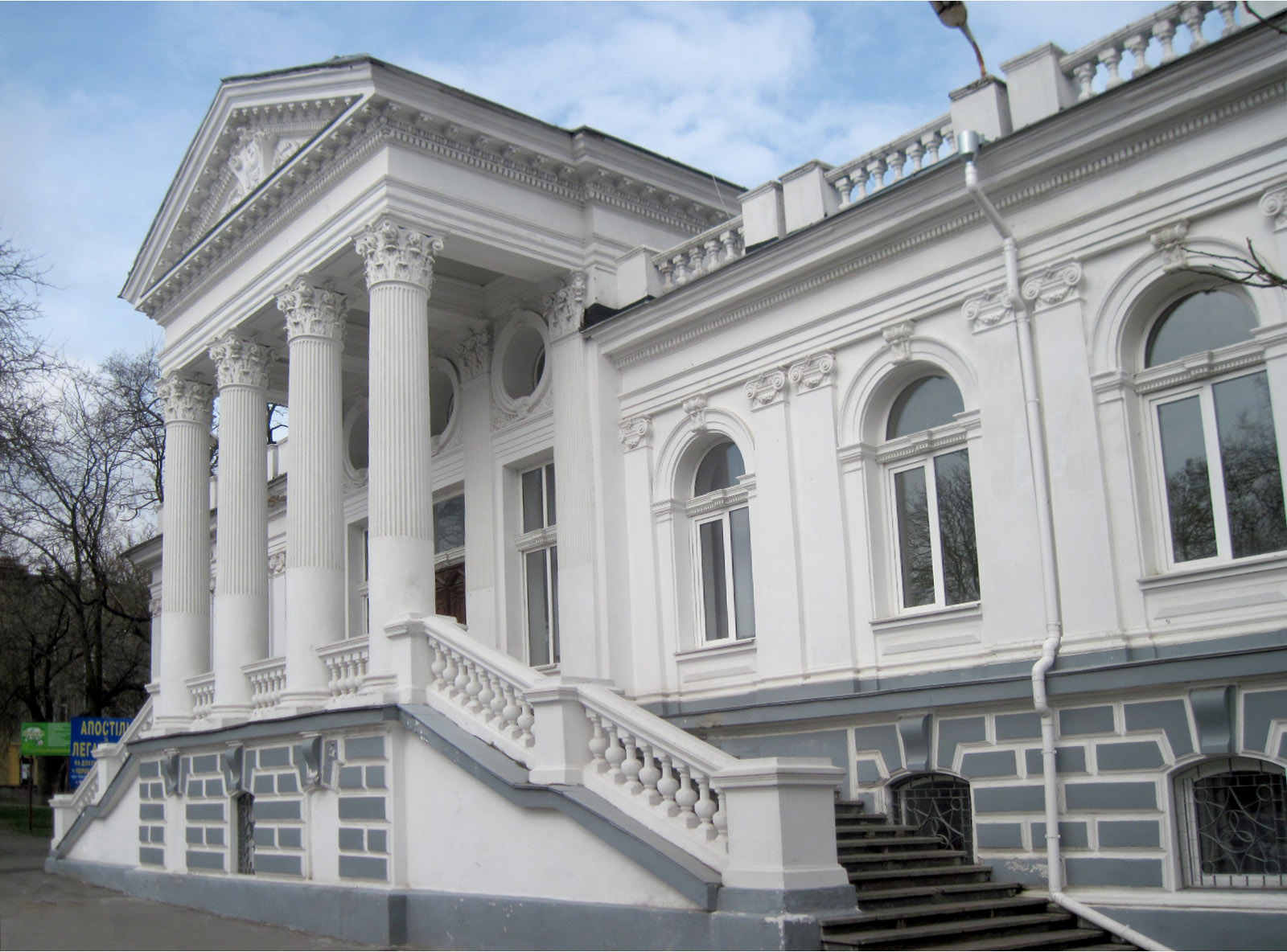
Le bâtiment de l'ancienne bibliothèque, Kherson

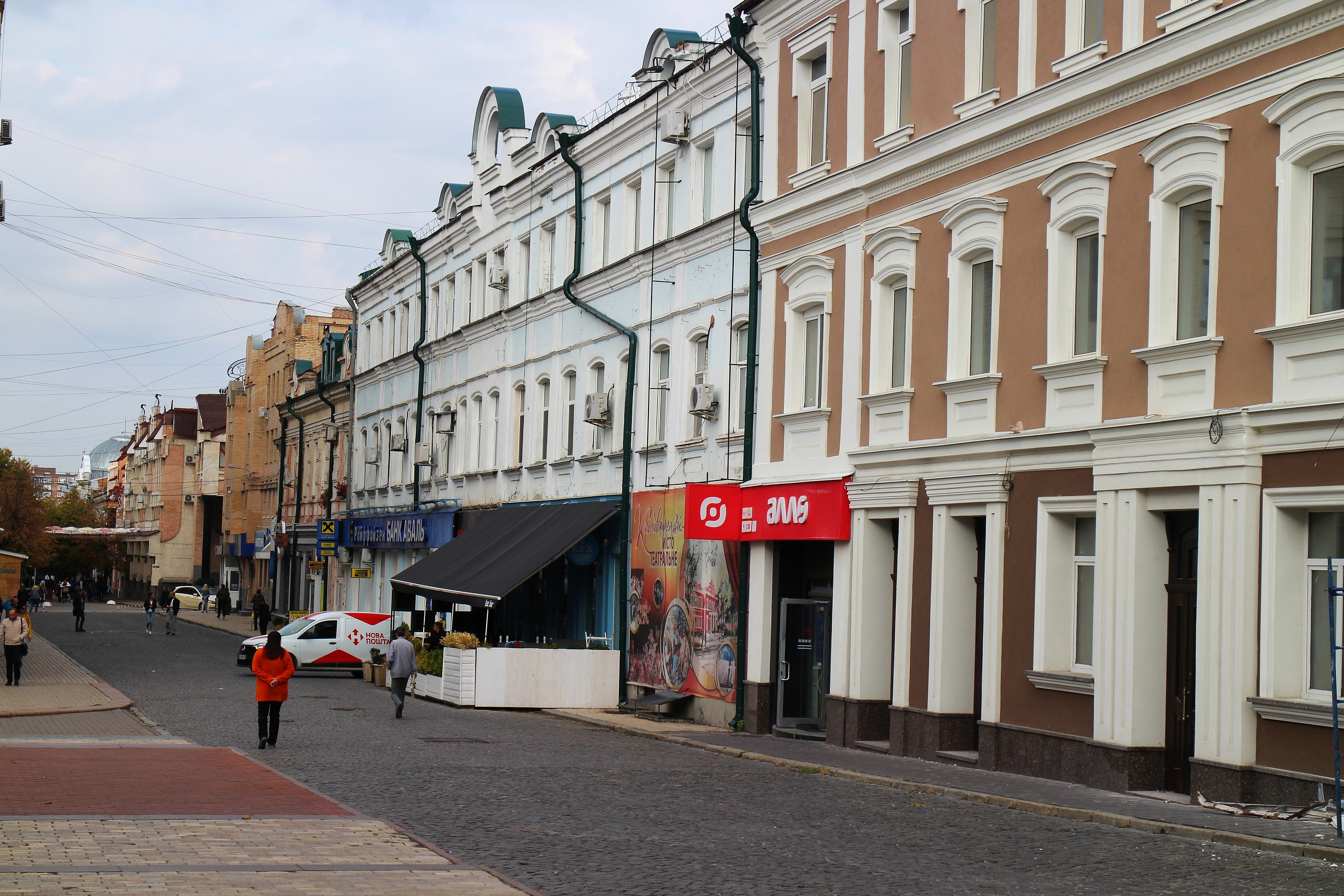
Rue Teatralna, Kropyvnytskyï

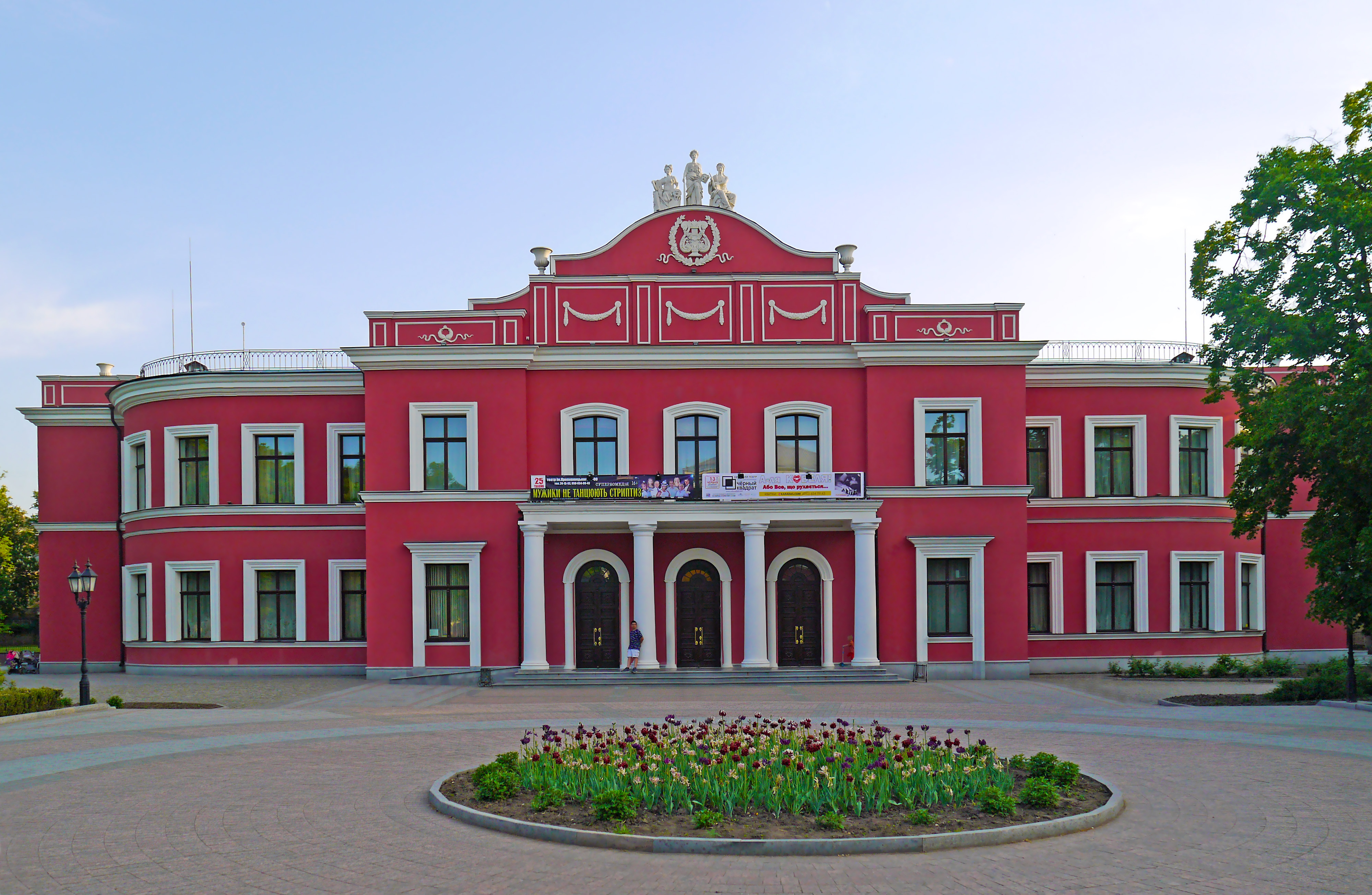
Théâtre, Kropyvnytskyï

Un exemple frappant est l'ensemble du patrimoine architectural de la ville de Kropyvnytskyï dans le style du néo-classicisme. L'attraction principale est la rue Teatralna, où se trouve le premier théâtre ukrainien, également construit dans ce style en 1867 ,.

## Russie

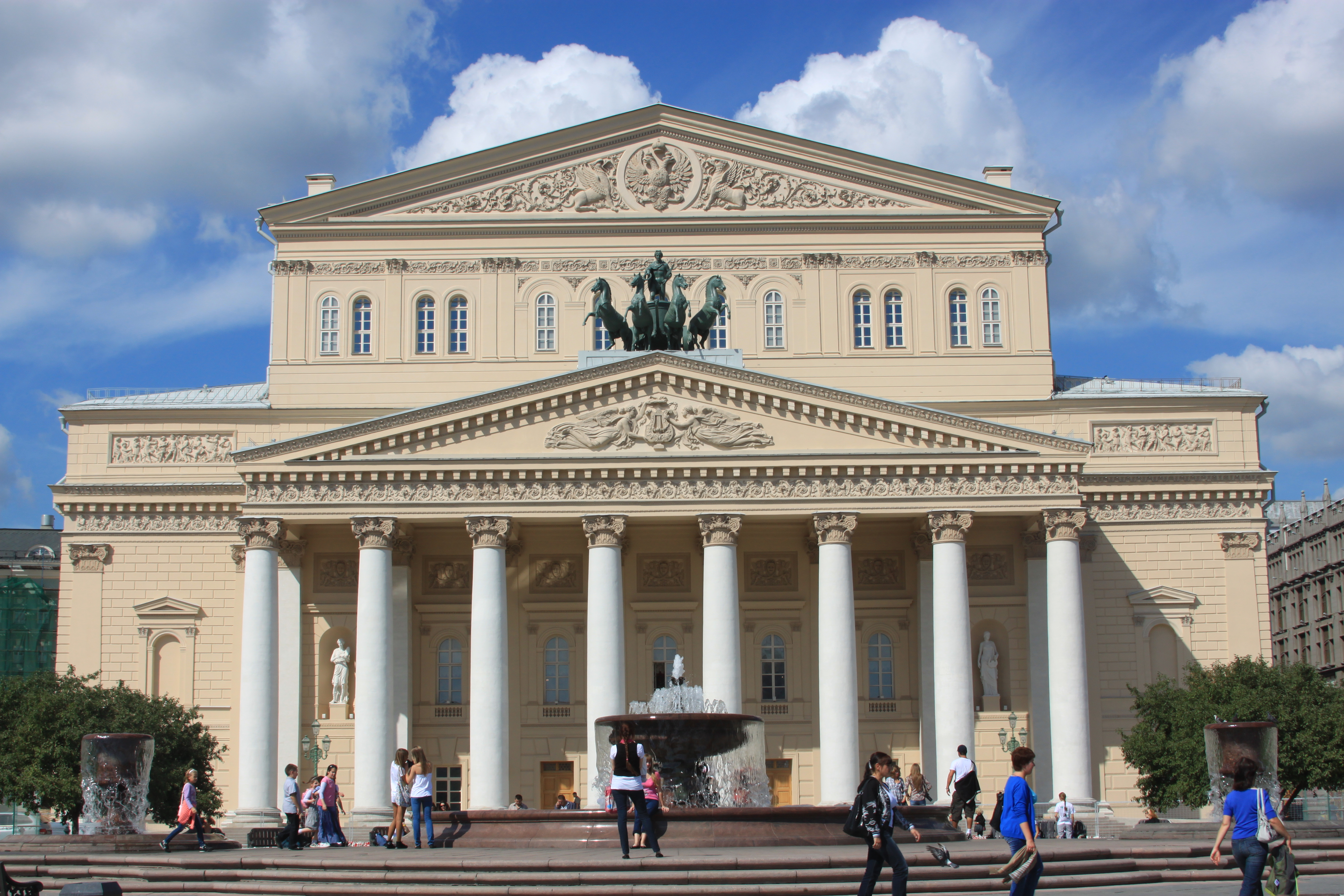
Vue du théâtre Bolchoï.

- Moscou
  - Théâtre Bolchoï
  - Château de KouskovoLe Manège de Moscou.
  - Manège de Moscou
  - Château d'Ostankino

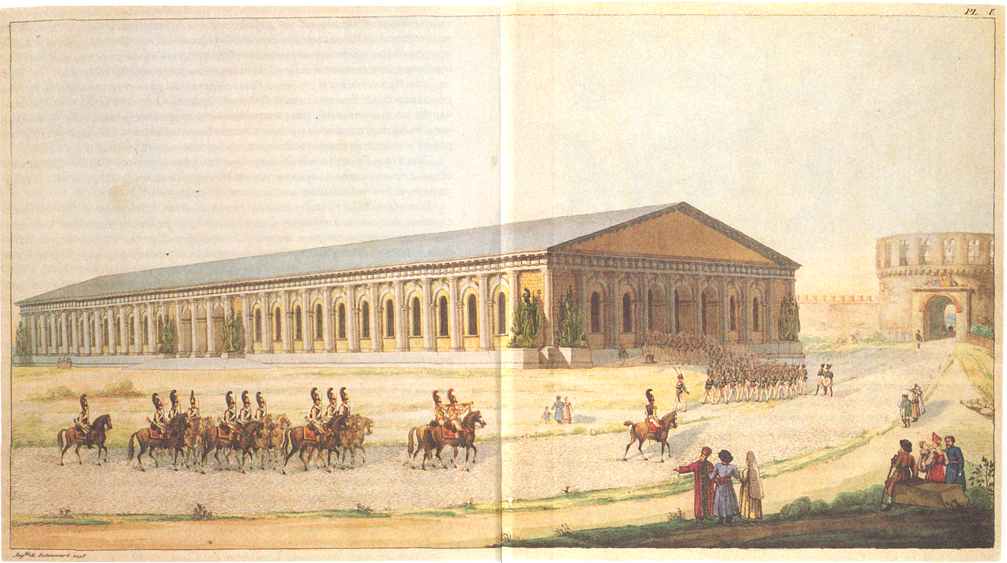
Le Manège de Moscou.

- Saint-Pétersbourg : le centre historique de la ville est majoritairement construit en style classique, appelé Style Empire en Russie impériale, on peut distinguer:
  - Cathédrale Notre-Dame-de-Kazan de Saint-Pétersbourg
  - Église Sainte-Catherine de Saint-Pétersbourg

## Suisse
- Genève
  - Musée Rath
  - Portique de la Cathédrale Saint-Pierre
  - Maison Mallet
  - Conservatoire de musique
  - Palais des Nations
  - Grand Théâtre (Genève)